# 1996 AO
1996 AO är en asteroid i huvudbältet som upptäcktes den 11 januari 1996 av den japanska astronomen Takao Kobayashi vid Ōizumi-observatoriet.
Asteroiden har en diameter på ungefär 5 kilometer.